# Messumformer
Gemäß der grundlegenden Norm DIN 1319 ist ein Messumformer ein Messmittel (Messgerät, Messeinrichtung, Normal …), das eine Eingangsgröße entsprechend einer festen Beziehung in eine Ausgangsgröße umformt. Messumformer sind in allen Bereichen der Technik, insbesondere in der Automatisierungs-, Steuerungs- und Regelungstechnik von wesentlicher Bedeutung.

## Begriffe
Häufig wird auch der englische Begriff Transmitter verwendet. Der vollständige Begriff Measuring Transmitter wird selten benutzt. Stattdessen spricht man etwa von Drucktransmitter oder Niveautransmitter.
Für Messumformer werden je nach Einsatzzweck unterschiedliche Begriffe verwendet:
- Messwandler, wenn sie am Eingang und Ausgang dieselbe physikalische Größe aufweisen und ohne Hilfsenergie arbeiten, z. B. Stromwandler, die Wechselstrom in Wechselstrom umformen;
- Messverstärker, wenn sie am Eingang und Ausgang dieselbe physikalische Größe aufweisen, aber mit Hilfsenergie arbeiten.
- Messumsetzer, wenn sie in eine andere Signalstruktur umsetzen; dabei können Messsignale eine analoge oder digitale Signalstruktur aufweisen, gegebenenfalls auch unterschiedlich digital kodierte Strukturen. Zur Abgrenzung und Erklärung analoger und digitaler Signale siehe unter Digitale Messtechnik.

In manchen Bereichen werden Messumformer auch als Messwertgeber oder kurz Geber bezeichnet.

## Beschreibung
Im Weiteren werden nur solche Messumformer dargestellt, die im Eingang und Ausgang analoge Signalstruktur mit verschiedenen Größen aufweisen. Als solche Messmittel kommen sowohl elektronische als auch nicht elektronische Messmittel infrage.
Das Eingangssignal eines Messumformers ist eine physikalisch messbare Größe. Dabei wird der Teil des Messmittels, der auf die Messgröße unmittelbar anspricht, Messgrößen-Aufnehmer, Sensor (gemäß DIN 1319) oder Messfühler genannt. Im Sensor werden mittels physikalischer oder chemischer Effekte weiterverarbeitbare Größen erzeugt, überwiegend in der Form elektrischer Signale. Als Ausgangssignal wird häufig ein normiertes analoges elektrisches Einheitssignal generiert. Als Zwischenschritte sind dabei oft Verstärkung und Linearisierung notwendig. Für einfache Anwendungen genügt am Ausgang eine boolesche Größe (z. B. Schaltausgang zum Bezugspotential).
Als Ausgangssignal steht häufig ein normiertes analoges elektrisches Einheitssignal zur Verfügung:
- 0 … 20 mA
- 4 … 20 mA (bevorzugt; siehe dazu bei Einheitssignal)
- 0 … 10 V
- 10 … 90 % (0,5 V … 4,5 V bei {\displaystyle U_{S}} = 5 V, ratiometrisches Ausgangssignal)

Messumformer bei elektrischen Eingangsgrößen bieten häufig eine galvanische Trennung von Mess- und Ausgangsgröße.
Ferner gibt es Messumformer mit den Ausgangssignalen Zeit oder Frequenz. Zwei Gründe sprechen für deren Verwendung:
1. Diese Größen können sehr einfach durch befristete Zählung mit  Zählern digital erfasst werden.
2. Diese Größen benötigen einen Träger (Spannung oder Strom), in dessen Signalhöhe keine Information steckt, so dass Störeinkopplungen die Information kaum verfälschen können.

Ein Spannungs-Zeit-Umformer wird verwendet in der analogen Aufbereitungsstufe eines digitalen Spannungsmessgerätes nach dem Zweirampenverfahren. 

Ein Spannungs-Frequenz-Umformer wird verwendet in der analogen Aufbereitungsstufe eines digitalen Spannungsmessgerätes nach dem Ladungsbilanzverfahren.

## Beispiele

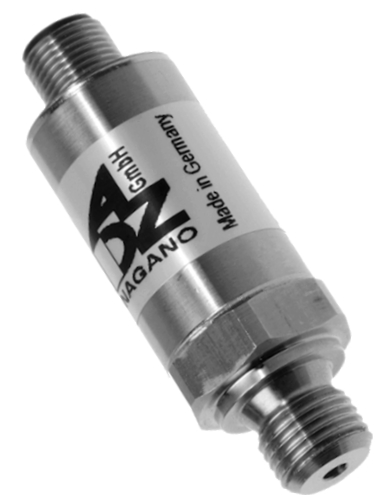
Druckmessumformer

Bei der Auswertung folgender physikalischer Größen kommen Messumformer verbreitet zur Anwendung:
- Temperatur
- Drehzahl
- Drehwinkel
- Länge
- Druck
- Kraft
- Dehnung
- elektrische Spannung
- elektrische Stromstärke
- elektrische Leistung
- Durchfluss
- Feuchte
- Füllstand
- Frequenz
- Bestandteile von Gasen (Gassensor)

Ein pneumatisches Ausgangssignal wurde früher benutzt, um Messumformer in explosionsgefährdeten Bereichen einzusetzen, als es noch keine Möglichkeiten gab, elektrische Komponenten in explosiver Umgebung gefahrlos einzusetzen.
Beispiel einer praktischen Anwendung
Eine Fördergesellschaft verkauft Erdgas an ein Gasunternehmen. Für den Transport gibt es eine Pipeline. An der Übergabestelle ist eine Messblende installiert. Der Differenzdruck an der Blende erzeugt eine Membranverformung, diese wird  elektrisch erfasst und in ein Einheitssignal 4 … 20 mA umgeformt. Dieses Signal wird dem Prozessrechner in einer Messwarte zugeführt. Dort werden aus diesem Signal der momentane Durchfluss und die über die Zeit gelieferte Menge berechnet. Der Durchfluss ist die Grundlage für die prozesstechnische Regelung; die Menge ist die Grundlage für die kaufmännische Abrechnung. Die Messstelle wird als Durchflussmessumformer oder als Durchflusstransmitter bezeichnet.